# Línea 3-4 Biología Marina (Comodoro Rivadavia)
La línea 3-4 Biología Marina es una línea de colectivos urbana de Comodoro Rivadavia, bajo concesión de la empresa Transporte Patagonia Argentina desde 2007 que une el B° Abel Amaya con los barrios Pueyrredón, Juan XXIII, Labrador, Ceferino, Las Flores, Jorge Newbery con el Centro, Km.3 y viceversa. El boleto cuesta $16,50 para zona urbana, $17,64 para el resto del recorrido en general y $0,00 para los jubilados, discapacitados, policías y estudiantes.

## Horarios de salida
Salida de la terminal del barrio 30 de octubre
- 6:45hs
- 12:00hs

Salida del colegio Biología marina
- 18:00hs

## Recorrido principal
Ida
| BUS2 | KBHFa |

|  | BHF |

|  | BHF |

|  | BHF |

|  | BHF |

|  | BHF |

|  | BHF |

|  | BHF |

|  | BHF |

|  | BHF |

|  | BHF |

|  | BHF |

|  | BHF |

|  | BHF |

|  | BHF |

|  | BHF |

|  | BHF |

|  | BHF |

|  | BHF |

|  | BHF |

|  | BHF |

|  | BHF |

|  | BHF |

Regreso: 
| BUS | KBHFa |

|  | BHF |

|  | BHF |

|  | BHF |

|  | BHF |

|  | BHF |

|  | BHF |

|  | BHF |

|  | BHF |

|  | BHF |

|  | BHF |

|  | BHF |

|  | BHF |

|  | KBHFe |